# Psychotria hunteri
Psychotria hunteri là một loài thực vật có hoa trong họ Thiến thảo. Loài này được (Horne ex Baker) A.C.Sm. miêu tả khoa học đầu tiên năm 1936.